# Nadeshiko League Division 1 2018
Die Nadeshiko League Division 1 2018 war die 29. Spielzeit der japanischen Fußballliga der Frauen unter diesem Namen gewesen. Die reguläre Saison begann im März und endete im Oktober 2018. Danach folgten noch die Relegationsspiele. Titelverteidiger war NTV Beleza.

## Teilnehmer und ihre Spielorte
| Team                                            | Stadt      | Heimstadion                             |
| ----------------------------------------------- | ---------- | --------------------------------------- |
| Albirex Niigata                                 | Niigata    | Niigata City Athletic Stadium           |
| INAC Kōbe Leonessa                              | Kobe       | Noevir Stadium Kobe                     |
| JEF United Ichihara Chiba                       | Chiba      | Fukuda Denshi Arena                     |
| NTV Beleza                                      | Tokyo      | Ajinomoto Field Nishigaoka              |
| AC Nagano Parceiro                              | Nagano     | Minami-Nagano Sports Park Stadium       |
| Urawa Red Diamonds                              | Saitama    | Urawa Komaba Stadium                    |
| Vegalta Sendai                                  | Sendai     | Yurtec Stadium Sendai                   |
| Nojima Stella                                   | Sagamihara | Sagamihara Gion Stadium                 |
| Nippon Sport Science University Fields Yokohama | Yokohama   | NHK Spring Mitsuzawa Football Stadium   |
| Cerezo Osaka                                    | Osaka      | Sports Park Sakura Square Minamitsumori |

## Tabelle
| Pl. | Verein                         | Sp. | S  | U | N  | Tore    | Diff. | Punkte |
| --- | ------------------------------ | --- | -- | - | -- | ------- | ----- | ------ |
| 1.  | NTV Beleza (M)                 | 18  | 14 | 3 | 1  | 038:600 | +32   | 45     |
| 2.  | INAC Kōbe Leonessa             | 18  | 12 | 4 | 2  | 045:110 | +34   | 40     |
| 3.  | Nojima Stella                  | 18  | 9  | 3 | 6  | 029:240 | +5    | 30     |
| 4.  | Urawa Red Diamonds             | 18  | 9  | 2 | 7  | 022:200 | +2    | 29     |
| 5.  | Albirex Niigata                | 18  | 8  | 3 | 7  | 023:250 | −2    | 27     |
| 6.  | JEF United Ichihara Chiba      | 18  | 5  | 8 | 5  | 019:190 | ±0    | 23     |
| 7.  | AC Nagano Parceiro             | 18  | 6  | 4 | 8  | 022:270 | −5    | 22     |
| 8.  | Vegalta Sendai                 | 18  | 4  | 3 | 11 | 017:390 | −22   | 15     |
| 9.  | Nippon SSU Fields Yokohama (N) | 18  | 3  | 4 | 11 | 014:330 | −19   | 13     |
| 10. | Cerezo Osaka (R)               | 18  | 2  | 2 | 14 | 017:420 | −25   | 08     |

| Zum 18. Spieltag:                                                                                                | |
| Meister der NL Div. 1 2018 Relegationsspiele gegen den Vizemeister der Division 2 Abstieg in die Division 2 2019 | |
| | |
| Zum Saisonende 2017:                                                                                             | |
| (M) | Amtierender Meister: NTV Beleza                                                                     |
| (R) | Gewinner der Relegationsspiele: Cerezo Osaka                                                        |
| (N) | Neuaufsteiger aus der Nadeshiko League Div. 2 2017: Nippon Sport Science University Fields Yokohama |

## Relegation zur Nadeshiko League Division 1
Der Vorletzte der Nadeshiko League Division 1 2018 trat gegen den 2. Platzierten der Nadeshiko League Division 2 2018 um die Relegation an. Der Sieger qualifizierte sich für die Nadeshiko League Division 1 2019.
|                        | Gesamt |                            | Hinspiel | Rückspiel |
| ---------------------- | ------ | -------------------------- | -------- | --------- |
| Yokohama F.C. Seagulls | 3:4    | Nippon SSU Fields Yokohama | 1:2      | 2:2       |

## Statistik

### Zuschauertabelle
| Platz  | Mannschaft                | Heimspiele | Zuschauer | pro Spiel |
| ------ | ------------------------- | ---------- | --------- | --------- |
| 01.    | INAC Kōbe Leonessa        | 9          | 22.953    | 2.550     |
| 02.    | AC Nagano Parceiro        | 9          | 19.426    | 2.158     |
| 03.    | Urawa Red Diamonds        | 9          | 15.128    | 1.681     |
| 04.    | NTV Beleza                | 9          | 12.147    | 1.350     |
| 05.    | Nojima Stella             | 9          | 10.431    | 1.159     |
| 06.    | Albirex Niigata           | 9          | 10.165    | 1.129     |
| 07.    | Vegalta Sendai            | 9          | 9.962     | 1.107     |
| 08.    | JEF United Ichihara Chiba | 9          | 9.101     | 1.011     |
| 09.    | Cerezo Osaka              | 9          | 7.741     | 860       |
| 10.    | NSSU Fields Yokohama      | 9          | 5.244     | 583       |
| Gesamt | Gesamt                    | 90         | 122.298   | 1.359     |